# 相里姓
相里姓是一个比较生僻的中国汉族姓，相里姓在中国大陆和台湾都没有列入百家姓前一百位。相里姓的郡望是西河郡。

## 起源
相里氏源于里姓。始祖为里季连。晋国大夫里克的后裔结合地名将里姓改为了复姓。商朝末年有理徵的孙子仲师，避难改为里氏，到了晋国大夫里克，被晋惠公所杀，其妻子携小儿子季连逃到了相城，以地名加原姓改为“相里”氏，是为相里姓得姓之源。

## 名人
- 相里览，十六国前赵偏将军
- 相里玄奖，唐朝司农丞、棣州刺史，曾出使高句丽
- 相里夫人，唐朝人，武则天的嫡母，武士彟之妻
- 相里金，后晋人
- 相里斌，中国科学院副院长

## 延伸阅读
[在维基数据编辑]
 《欽定古今圖書集成·明倫彙編·氏族典·相里姓部》，出自陈梦雷《古今圖書集成》